# Сарненський повіт
Сарненський повіт (пол. Powiat sarneński) — адміністративно-територіальна одиниця міжвоєнної Польщі та УРСР. Повітове місто — Сарни.

## Історія
Створений 15 березня 1920 з гмін Рівненського повіту (Висоцьк, Домбровиця, Любиковичі, Немовичі і Віри) та з гмін Овруцького повіту (Кисоричі, Олевськ, Юрово). Проіснував до 1940 року. З 4 лютого 1921 перебував у складі Поліського воєводства до 16 грудня 1930, коли був приєднаний до складу Волинського воєводства. 27 листопада 1939 року включений до новоствореної Рівненської області. Ліквідований у січні 1940 р. у зв'язку з переформатуванням області на райони. Складався з 9 сільських гмін (172 сільські громади), 3 міських гмін, 1 міста та 5 містечок. Загальна площа повіту — 5478 км², населення — 181 300 осіб, щільність — 33,1 ос. на км².
1 липня 1926 року до Немовицької гміни Сарненського повіту приєднано колонії Ост і Фільварок, вилучені зі Степанської гміни Костопільського повіту.
Розпорядженням Міністра внутрішніх справ Польщі 23 березня 1928 р. ґміна Березьніца поділена між ґмінами Домбровіца, Влодзімєжец, Городзєц і Нємовіче та передано село Любахи від ґміни Влодзімєжец до ґміни Рафалувка.
Розпорядженням міністра внутрішніх справ 3 березня 1934 р. територія міста Сарни розширена шляхом вилучення частини колонії Орлівка і села Доротичі з сільської ґміни Немовичі і включення їх до міста.
Указом Президії Верховної Ради УРСР від 17 січня 1940 р. замість повітів та волостей було створено 30 районів, Сарненський – з Немовицької волості і м. Сарни Сарненського повіту.

## Загальні відомості
Сарненський повіт став північно-східною окраїною Волинського воєводства після передачі в 1930 р. з Поліського воєводства (у складі II Речі Посполитої). Межував на заході з Ковельським і Луцьким повітами, на півночі з Поліським воєводством (Каширський, Пінський та Столінський повіти), на сході — з Радянським Союзом, а на півдні прилягав до Костопольського повіту.
Площа повіту становила 5,478 км², населення — 181 300 осіб (за переписом 1931), щільність населення становила 33 особи на 1 км². Район найбільш населений українським населенням чисельністю 129 800 осіб (71,6 %). Друга за величиною громада поляків становили 30 400 осіб. Було також трохи євреїв та інших етнічних груп.

## Адміністративний поділ

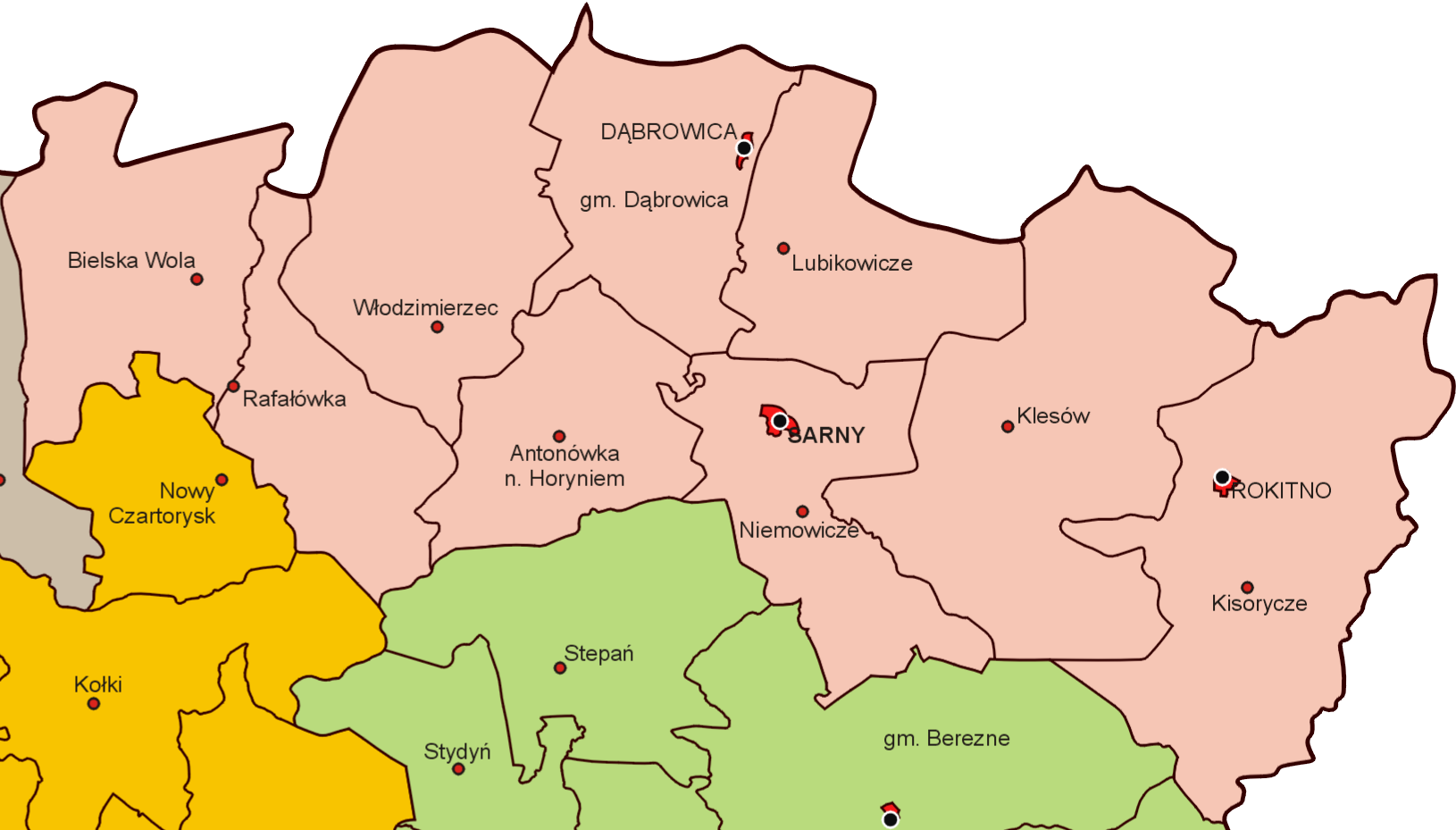
Сарненський повіт

Міські ґміни:
1. м. Рокитне — від 1927
2. м. Сарни
3. містечко Бережниця — до 1926. Статус понижено до містечка сільської ґміни
4. містечко Висоцьк — до 1922. Передано до Столінського повіту
5. містечко Володимирець — до 1926. Статус понижено до містечка сільської ґміни
6. містечко Домбровиця

Сільські ґміни:
1. Ґміна Антонівка над Горинню — від 1928 року, раніше ґміна Городець
2. Ґміна Бережниця — до 1928
3. Ґміна Більська Воля
4. Ґміна Висоцьк — до 1922. Передано до Столінського повіту
5. Ґміна Володимирець
6. Ґміна Домбровиця
7. Ґміна Кісоричі
8. Ґміна Клесів
9. Ґміна Любиковичі
10. Ґміна Немовичі
11. Ґміна Рафалівка

## У складі СРСР
27.11.1939 до Сарненського повіту включені частини Пінського (Вітчівська, Кухітсько-Вольська і Морочанська волості) і Столінського (Березовська і Висоцька волості) повітів у ході випрямлення кордону з БРСР.
17 січня 1940 року територія повіту поділена на райони:
1. Сарненський район — з Немовицької волості і м. Сарни з центром в м. Сарни;
2. Володимирецький район — з Володимирецької волості з центром в с. Володимирець;
3. Дубровицький район — з Дубровицької волості та м. Дубровиця з центром в м. Дубровиця;
4. Клесівський район — з частини Березнівської і Клесівської волості з центром в смт Клесів;
5. Рафалівський район — з Більсько-Вольської та Рафалівської волостей з центром в с. Рафалівка;
6. Рокитнівський район — з Кисорицької волості і м. Рокитне з центром в смт. Рокитне;
7. Морочненський район — з Бродницької, Морочнівської та Кухотсько-Вольської волостей з центром в с. Морочне;
8. Висоцький район — з частин Вичівської, Висоцької, Столінської волостей з центром в с. Висоцьк.